# Олоњец
Олоњец (рус. Олонец) град је у Русији у Карелији.

## Становништво
| 1939. | 1959. | 1970. | 1979.  | 1989.  | 2002.  | 2010. |
| ----- | ----- | ----- | ------ | ------ | ------ | ----- |
| 2,668 | 5.009 | 7.756 | 10.404 | 11.888 | 10.240 | 9.056 |

## Градови побратими
- Хиринсалми
- Микели
- Пуоланка
- Ристијерви